# 正十六胞体

正十六胞体

正十六胞体（せいじゅうろくほうたい，Regular hexadecachoron）とは、 四次元正多胞体の一種で16個の正四面体からなる、四次元の正軸体である。単独で空間充填が可能である。
- 胞（構成立体）：正四面体16個
- 面：32枚の各正三角形に正四面体2個が集まる。
- 辺：24本の各辺に正三角形4枚、正四面体4個が集まる。
- 頂点：8個の各頂点に辺6本、正三角形12枚、正四面体8個が集まる。その座標は (±1, 0, 0,0)（複号任意）の全ての置換である[1]。
- 双対：正八胞体
- シュレーフリ記号：{3,3,4}

胞、面、辺、頂点の数はパスカルのピラミッドの第5段(Layer 4)の三角形の各段の数字の総和に等しい。反対側にある胞の中心同士を結ぶ線に沿って見た場合、胞、面、辺、頂点は各段の数字通りのグループに分割される。また面、辺、頂点に集まる図形の数はそれぞれ第2段(Layer 1)、第3段(Layer 2)、第4段(Layer 3)の三角形の各段の数字の総和に等しく、それぞれ線分の端点の数、正方形の頂点と辺の数、正八面体の頂点と辺と面の数に等しい。